# Instituto Tecnológico de Karlsruhe
El Instituto Tecnológico de Karlsruhe, también conocido como KIT por sus siglas en alemán (Karlsruher Institut für Technologie), es una de las mayores y más prestigiosas instituciones académicas y de investigación de Alemania, reconocida mundialmente por el alto nivel de los trabajos de investigación que en ella se desarrollan.
EL KIT se creó en 2009 cuando la Universidad de Karlsruhe (Universität Karlsruhe), fundada en 1825 como centro público de investigación y conocida como Fridericiana, se fusionó con el Centro de Investigación de Karlsruhe (Forschungszentrum Karlsruhe), que originalmente nació como centro estatal de investigaciones nucleares (Kernforschungszentrum Karlsruhe o KfK) en el año 1956.
El KIT es una de las universidades europeas líderes en ingeniería y ciencias naturales, como atestigua el elevado índice global de citas que suele tener la institución. EL KIT es miembro de la TU9:Technische Universitäten, una sociedad que engloba las nueve principales universidades técnicas de Alemania. Como parte de la Iniciativa por la Excelencia de las Universidades Alemanas (Exzellenzinitiative), el KIT fue acreditado en 2006 como institución de excelencia. En el 2011, este centro ocupó la primera posición de la clasificación de publicaciones científicas de universidades alemanas, y se posicionó entre las diez mejores universidades europeas en los campos de la ingeniería y las ciencias naturales.
En la clasificación QS de universidades del mundo, el Instituto Tecnológico de Karlsruhe ocupó la plaza 116 en la clasificación global para todas las disciplinas, y los puestos 33 y 34 en los campos de ingeniería y ciencias naturales, respectivamente. En la clasificación mundial de universidades eleborada por la Universidad de Taiwán en 2013, el KIT (que ocupaba el puesto 61) fue la primera universidad alemana en los campos de la ingeniería y las ciencias naturales., clasificado por encima de la Universidad Técnica de Aquisgrán (puesto 89), de la Universidad Técnica de Múnich (puesto 94) y de la Universidad Técnica de Dresde (puesto 108), en el campo de la ingeniería. En el campo de las ciencias naturales, el KIT fue clasificado por encima de la Universidad de Múnich (puesto 62), de la Universidad de Heidelberg (puesto 72) y de la Universidad Técnica de Múnich (puesto 81).

## Historia

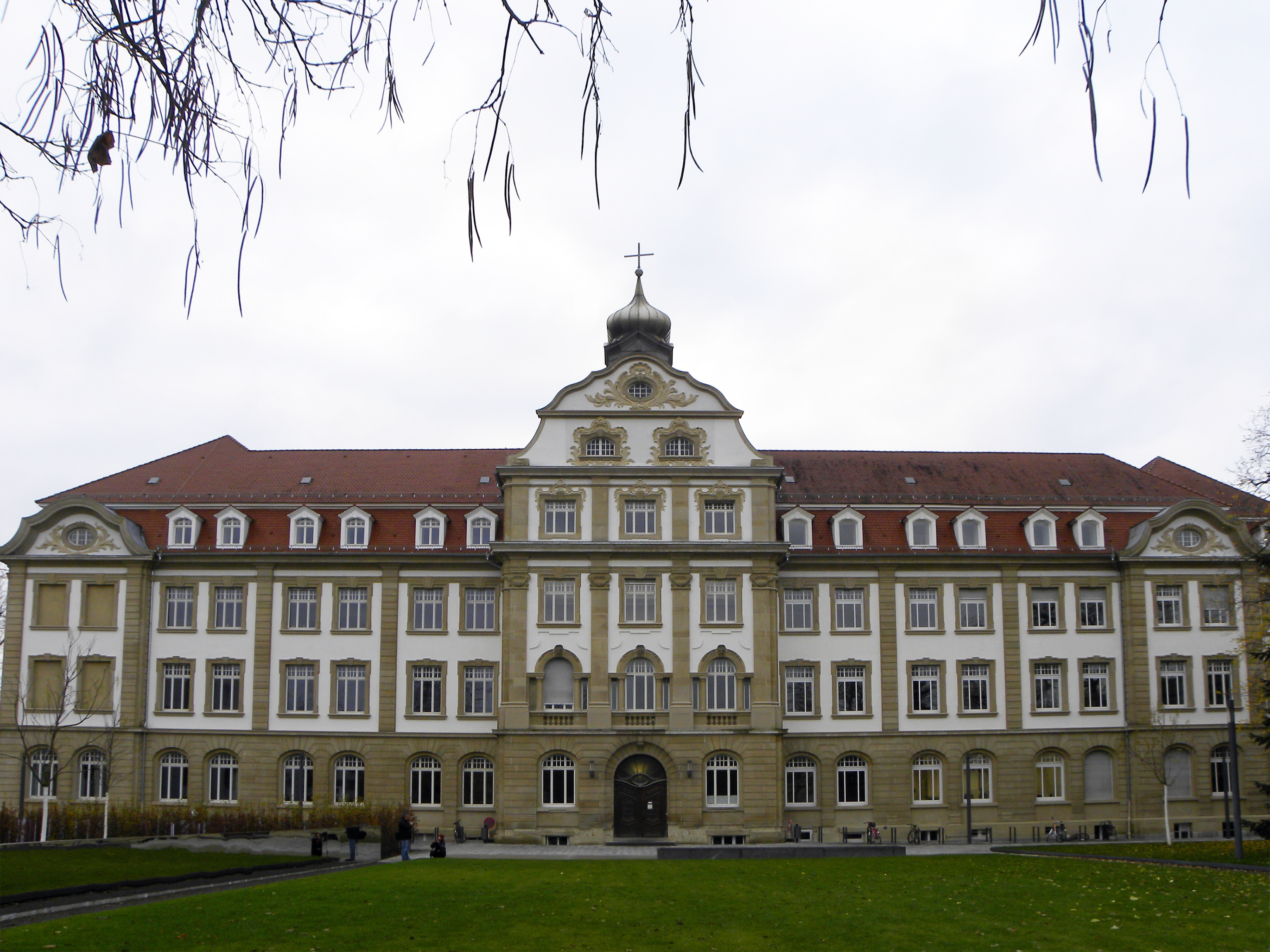
El internado Victoria I

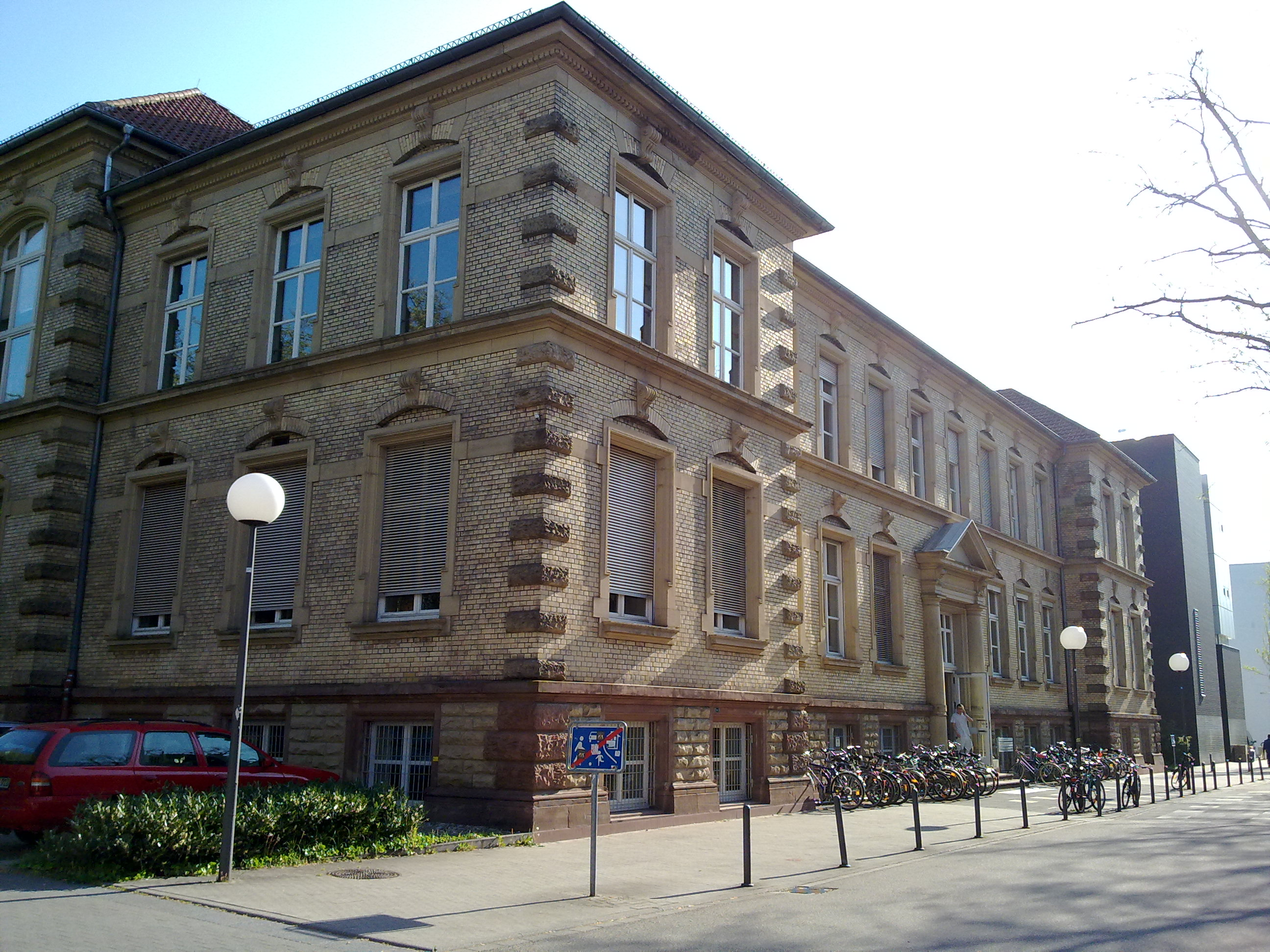
Instituto de Ingeniería Eléctrica en el KIT

La Universidad de Karlsruhe fue fundada con el nombre de Polytechnische Schule, una escuela politécnica, el 7 de octubre de 1825. Su organización siguió como modelo la École Polytechnique de París. En 1865, el Gran Duque de Baden Federico I le confirió a la escuela el rango de Hochschule, es decir, una institución de educación superior. En 1885, la institución pasó a ser una Technische Hochschule, es decir, un instituto tecnológico. En un gesto de agradecimiento al Gran Duque, el instituto recibió el apodo de Fridericiana a partir de 1902. Ya en 1967, el instituto pasó a ser una Universität (una universidad), lo que le otorgaba el derecho a impartir el grado de doctor. Hasta la fecha sólo se le ha permitido a esta institución conceder doctorados en ingeniería (Dr. Ing), un derecho otorgado a todos los institutos tecnológico de Alemania en 1899.
La Universidad de Karlsruhe ha sido una de los centros punteros en informática en Alemania. En 1966, se creó un laboratorio central de computación y tres años más tarde nació el departamento de informática, dando lugar a las primeras enseñanzas regladas de informática en esta universidad. El 2 de agosto de 1984, esta universidad recibió el primer correo electrónico que se envió a Alemania.
En 1985, la universidad creó el Instituto para la Investigación de la Meteorología y el Clima (Institut für Meteorologie und Klimaforschung).
La Universidad de Karlsruhe siempre trabajó en estrecha colaboración con el Centro de Investigación de Karlsruhe (Forschungzentrum Karlsruhe) y esta relación desembocó en la fusión de ambos centros para dar lugar a la institución actual, el Instituto Tecnológico de Karlsruhe, KIT. Esta iniciativa fue formalizada el 6 de abril de 2006 con la representación de los profesores Horst Hippler y Dieter Ertmann por parte de la universidad, y el profesor Manfred Popp y el asistente legal Sigurd Lettow, por parte del centro de investigación. El nombre de la nueva institución, KIT, fue elegido emulando al MIT, el Instituto Tecnológico de Massachusetts, la universidad técnica más prestigiosa de los Estados Unidos y una de las más importantes del mundo. En febrero de 2008, la fusión de la Universidad de Karlruhe y el Centro de Investigación de Karlsruhe fue aprobada por el estado de Baden-Württemberg y por el gobierno federal de Alemania. Finalmente, el 8 de julio de 2009 la fusión de ambos centros fue oficializada mediante la aprobación de la ley correspondiente y el 1 de octubre de 2009 el KIT quedó constituido formalmente.

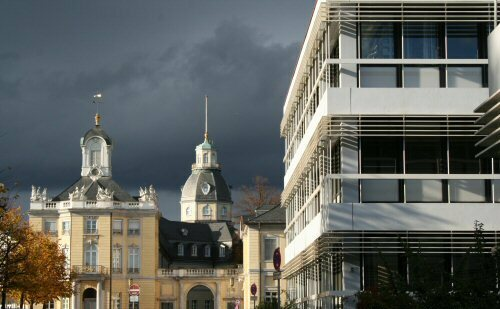
Palacio de Karlsruhe, edificio perteneciente al campus del KIT (al fondo de la imagen)

El KIT nació con la intención de fortalecer la posición de la institución dentro de la Iniciativa por la Excelencia de las Universidades Alemanas (Exzellenzinitiative), un programa que ofrecía ayudas de hasta 50 millones de euros anuales a las mejores universidades de Alemania. Aunque el KIT fue seleccionado en este programa en el curso 2006/2007, no fue capaz de afianzar su plaza dentro del mismo en el año 2012. Sin embargo, el KIT fue capaz de atraer inversiones de otras fuentes. En 2008, Hans-Werner Hector, cofundador de la empresa SAP AG, recaudó 200 millones de euros para financiar la investigación en el KIT. (Hector es el único fundador de SAP que no se graduó en la Universidad de Karlsruhe, aunque en 2003 se le concedió un doctorado honorífico por su apoyo a los niños superdotados).

## Admisión y educación
Desde el primer semestre del curso 2008/2009, el KIT completó la transición desde el antiguo sistema universitario (en el que los títulos otorgados se denominaban Diplom) al nuevo sistema de convergencia europea basado en los títulos de grado y de máster. Los estudiantes que comenzaron sus estudios en el sistema antiguo han podido finalizarlos siguiendo su programa original, pero los nuevos estudiantes deben matricularse obligatoriamente en los planes del nuevo sistema, de forma análoga a lo que sucede en el resto de países de la Unión Europea que se han acogido a estos criterios de convergencia.
Las políticas de admisión difieren entre departamentos. En el caso de los estudios de ingeniería industrial o administración y dirección de empresas, la admisión suele responder a criterios relacionados con la calidad de los expedientes escolares y con las actividades extracurriculares realizadas. Sin embargo, otras facultades como la de física, informática o meteorología no realizan preselección de estudiantes. Todos los cursos requieren de un número mínimo de exámenes aprobados, conocidos como Orientierungsprüfung (evaluaciones orientativas), durante los primeros tres semestres antes de que se permita a los alumnos completarlos. La tasa de abandono en algunos cursos de ingeniería es relativamente alta, debido a los exigentes criterios para aprobar las evaluaciones orientativas.
Durante los primeros semestres de un curso, los contenidos suelen ser de tipo teórico, con especial hincapié en la formación matemática en el caso de las ingenierías y las ciencias naturales. Más adelante es posible combinar cursos de tipo teórico y práctico.

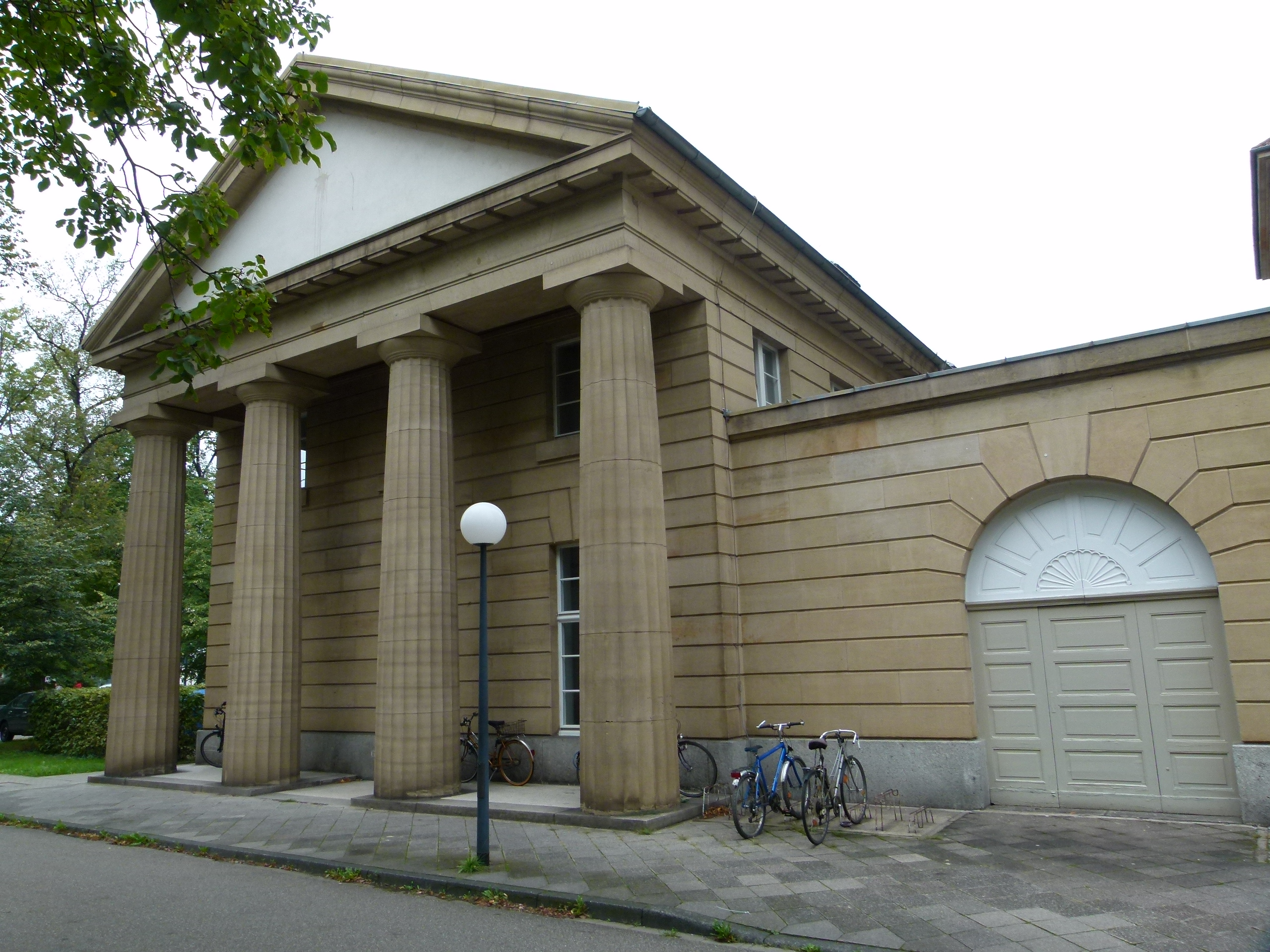
Plaza de Otto Ammann, en el KIT

## Educación interdisciplinaria e investigación
La universidad ofrece un amplio abanico de estudios con la posibilidad de combinar distintas disciplinas. En 1949 se estableció el studium generale (estudios generales), que permitía a los estudiantes asistir a clases magistrales no directamente relacionadas con su estudios.
El Centro para la Cultura Aplicada y los Estudios Generales (Zentrum für Angewandte Kulturwissenschaft und Studium Generale) se fundó en 1989 como apoyo para los estudiantes, actuando como una institución transversal para los estudios interdisciplinarios. Hoy en día este centro, aparte de los clásicos estudios generales, ofrece títulos especializados en distintos campos como:
- Liderazgo y emprendimiento
- Comunicación cultural en los medios
- Internacionalización, toma de decisiones interculturales y responsabilidad
- Gestión de la diversidad
- Integración europea y estudios de identidad

También es posible cursar estudios simultáneos de ciencia cultural aplicada.
En 1979, se creó el Instituto Interfacultades para la Aplicación de la Informática (Interfakultatives Institut für Anwendungen der Informatik) En este instituto se desarrollan investigaciones en los campos de la física, matemáticas e ingeniería, a través de la metodología de la ciencia computacional. Su equivalente puramente matemático es el Instituto para el Cálculo Científico y el Modelado Matemático (Institut für Wissenschaftliches Rechnen und Mathematische Modellbildung) El objetivo de este centro es el intercambio de conocimiento entre matemáticas e ingeniería en el campo de los cálculos científicos.
El Instituto Interfacultades para el Emprendimiento, Gestión de las Tecnologías e Innovación (Interfakultatives Institut für Entrepreneurship) fue creado gracias a los fondos proporcionados por la empresa SAP AG. El profesorado de este centro está compuesto exclusivamente por emprendedores.
En 2001, se inauguró el Centro de Nanoestructuras Funcionales (Center for Functional Nanostructures) En este centro confluyen diversos campos como la ciencia de materiales, la biología, la química y la física, todas ellas al servicio de la nanotecnología. Este centro es una de las tres instituciones de excelencia (Exzellenzzentren) del KIT. Otro de los centros interdisciplinarios que se pueden encontrar en el KIT es el Centro para la Tecnología aplicada a la Gestión de Desastres y la Reducción de Riesgos (Centre for Disaster Management and Risk Reduction Technology).
En 2006, se creó la Escuela de Óptica y Fotónica de Karlsruhe (Karlsruhe School of Optics and Photonics), gracias a la financiación de la Fundación Alemana de Investigación Científica (Deutsche Forschungsgemeinschaft), en el marco de la Iniciativa por la Excelencia de las Universidades Alemanas. Este centro fue la primera escuela de posgrado de la Universidad de Karlsruhe y se dedica a la investigación de materiales y dispositivos fotónicos, espectroscopía avanzada, fotónica biomédica, sistemas ópticos y energía solar. Esta escuela forma parte del consorcio europeo EUROPHOTONICS, que ofrece becas para realizar estudios de máster y de doctorado, bajo el marco del prestigioso programa europeo de cooperación y movilidad Erasmus Mundus.
KIT es socio del proyecto científico para la logística de carga urbana y autónoma, EfeuCampus en Bruchsal, que está financiado por el estado de Baden-Wurtemberg y la Unión Europea. En el Instituto de Tecnología de Transporte y Sistemas Logísticos (IFL) se están desarrollando sistemas de transporte para la intralogística, que se utilizan para la robótica móvil y la interacción hombre-máquina. En el proyecto se elaboran algoritmos de localización y navegación para un entorno urbano, que permiten a los vehículos navegar de manera independiente sobre la base de datos de láser y vídeo.

## Reputación
Como se ha mencionado anteriormente, el KIT es una de las universidades europeas más prestigiosas en los campos de la ingeniería y las ciencias naturales. De acuerdo con la clasificación de impacto científico de la investigación en las principales universidades europeas, un documento oficial publicado por la Comisión Europea, en términos de impacto del conocimiento el KIT ocupa la segunda posición a nivel nacional y la sexta a nivel europeo.
Exceptuando el departamento de biología, , esta universidad recibe más financiación por parte de la Fundación Alemana de Investigación Científica (Deutsche Forschungsgemeinschaft) que ninguna otra universidad especializada en ciencias naturales de toda Alemania. En cuanto a las ingenierías (informática, eléctrica y mecánica), la universidad se encuentra entre las tres primeras de Alemania, junto con la Universidad de Stuttgart y la Universidad de Aquisgrán. También se encuentra en altas posiciones en otras disciplinas como ingeniería industrial o administración y dirección de empresas.
Más del 20% de los estudiantes del KIT son extranjeros y el 0,6% recibe becas por parte de la Fundación Académica del Pueblo Alemán (Studienstiftung des deutschen Volkes) En 1998, el portal ScienceWatch (perteneciente a Thomson Reuters) comentó sobre la facultad de química de la universidad de Karlsruhe que formaba parte de "lo mejor de lo mejor" a nivel internacional.
En 2006, la Universidad de Karlsruhe fue seleccionada para ser una de las tres primeras universidades con el mejor concepto de futuro dentro de la Iniciativa por la Excelencia de las Universidades Alemanas. Desde entonces a estas universidades se las suele denominar "universidades de élite", tanto en la calle como en los medios.
Durante muchos años, el departamento de informática ha sido el más puntero de Alemania, lo que ha llevado a que la Universidad de Karlsruhe ganara un gran prestigio y reputación internacional en este campo.
En el curso 2014/2015, la clasificación mundial de universidades realizada por Times High Education situó al KIT en la posición 165.

## Campus Norte
El Campus Norte (Campus Nord) del KIT se encuentra a unos 12 km del centro de la ciudad, en el municipio de Eggenstein-Leopoldshafen. Este campus ocupa el espacio donde se emplazaba el antiguo Centro de Investigación de Karlsruhe (Forschungszentrum), fundado en 1956 como Centro de Investigaciones Nucleares de Karlsruhe (Kernforschungszentrum Karlsruhe (KfK)). Los primeros focos de actividad en este campus se concentraron alrededor del Reactor de Investigación 2 (Forschungsreaktor 2 (FR2)), que fue el primer reactor nuclear construido en Alemania. Con el declive de la energía nuclear en Alemania, el KfK intentó reorientar sus actividades hacia la investigación básica y las ciencias aplicadas. Este cambio se vio reflejado en el cambio de nombre del centro a "Centro de Investigación de Karlsruhe" (Forschungszentrum), eliminándose toda referencia a lo nuclear y añadiéndose, además, una apostilla a su denominación en 1995 que reza "Tecnología y Medioambiente" (Technik und Umwelt). Este añadido al nombre del centro fue eliminado en 2002, y sustituido por "de la Asociación Helmholtz" (in der Helmholtz-Gemeinschaft). La Asociación Helmholtz de Centros de Investigación Alemanes es la principal organización científica de dicho país.
En el Campus Norte se encuentra también el principal centro de investigación de ingeniería nuclear de Alemania y el Instituto de Elementos Transuránicos (Institute for Transuranium Elements), dependiente de la Comisión Europea. También se encuentra en dicho campus un centro de investigación en nanotecnología y la sede del experimento KATRIN sobre neutrinos.
En cuanto a las construcciones presentes en el Campus Norte, destaca la torre de 200 metros de altura situada a la entrada del recinto que sirve de soporte para distintos instrumentos de medida meteorológicos.
El KIT dispone de una línea gratuita de autobuses lanzadera que comunica el Campus Sur con el Campus Norte durante los días de diario.

## Campus Este
El KIT posee un pequeño campus cerca del centro de la ciudad llamado Campus Este (Campus Ost). En este recinto se encuentran varios centros de investigación, como el Instituto de Tecnología de Sistemas para Vehículos (Institut für Fahrzeugsystemtechnik) o el Instituto de Motores Alternativos (Institut für Kolbenmaschinen)

## Instalaciones informáticas
El Centro Steinbuch de Computación (Steinbuch Centre for Computing), nombrado así en honor a Karl Steinbuch, se creó en 2008 tras la fusión de las instalaciones informáticas de la Universidad de Karlsruhe y del Centro de Investigación de Karlsruhe. Este centro es el responsable de la conectividad IP de la universidad y de proveer servicios centrales (correo electrónico, páginas web, gestión de los campus) para estudiantes y empleados. Además, cuenta con diez salas de ordenadores completamente equipadas para los estudiantes, una oficina de impresión profesional y red de internet inalámbrica para toda el área de los campus. Algunos departamentos, como el de ciencia de la computación, física o matemáticas, poseen sus propias salas de ordenadores.
Este centro posee algunos de los ordenadores más rápidos de toda Alemania:
- HP XC3000 (334 nodos con 8 núcleos cada uno, 27,04 TFLOPS)
- HP XC4000 (750 nodos con 4 núcleos cada uno, 15,77 TFLOPS)
- un clúster adquirido por una corporación de varios institutos de distintas disciplinas (200 nodos con 8 núcleos cada uno 17,57 TFLOPS)
- dos superordenadores NEC SX-8R y NEC SX-9

El 2 de agosto de 1984, Michael Rotert, un becario de investigación de la Universidad de Karlsruhe, recibió el primer correo electrónico de la historia enviado a Alemania. Lo recibió en su dirección rotert%germany@csnet-relay.csnet.
El Centro de Computación en Red de Karlsruhe Grid Computing Centre Karlsruhe (GridKa) controla los superordenadores con la distribución Linux Rock Cluster.

## Bibliotecas
La biblioteca KIT es la principal de la institución. Está dividida en dos secciones, situadas respectivamente en el campus norte y en el campus sur. Los fondos cuentan con más de dos millones de volúmenes y 28.000 revistas impresas o en formato electrónico, fundamentalmente relacionadas con los campos de la ingeniería y las ciencias naturales. 
Biblioteca KIT sur
En el año 2006 se implantó el horario de 24 horas en la biblioteca del campus sur. La biblioteca cuenta con numerosos puestos de estudio y una zona de descanso. La colección de literatura contemporánea es de libre acceso y puede ser consultada en cuatro salas de lecturas disponibles a tal efecto. Cada sala de lectura posee mordernos puestos de estudio totalmente equipados y dispone de impresoras, escáneres y fotocopiadoras.
Biblioteca KIT norte
La biblioteca de investigadores del campus norte proporciona un amplio fondo bibliográfico especializado en energía y energía nuclear completamente accesible a los usuarios. Las instalaciones cuenta con modernos puestos de trabajo completamente equipados, impresoras, escáneres y fotocopiadoras.
Otras bibliotecas del KIT
Otros fondos bibliográficos pueden localizarse en dos salas de lecturas especializadas en química y física, así como en la biblioteca de la universidad de ciencias aplicadas en el campus de Moltkestrasse, que está administrada por la biblioteca del KIT. La facultad de física, la de matemáticas, la de informática y la de economía y administración y dirección de empresas poseen sus propias bibliotecas especializadas.

## Centro para la Innovación y el Emprendimiento (CIE)
El CIE es una plataforma de emprendimiento para estudiantes, científicos y alumnos del KIT y de la región de Karlsruhe que estén interesados en crear un negocio. La plataforma CIE está evolucionado hacia una especie de club donde los emprendedores se apoyan unos a otros para lograr el desarrollo de negocios exitosos. Los potenciales emprendedores buscan consejos en este centro, partiendo de las ideas más básicas del negocio, sobre cómo desarrollar el concepto de la empresa y cómo encontrar socios.
Fundado en 2008 por dos alumnos del KIT, el CIe ofrece un amplio abanico de servicios que incluyen consultorías y ayudas para el desarrollo de conceptos. El CIE también proporciona instalaciones, como oficinas donde los negocios emergentes pueden dar forma a sus ideas. Todos estos servicios son gratuitos. A los emprendedores que obtienen beneficios se los pide que colaboren con el CIE, ya sea financieramente u ofreciendo servicios.
Como proyecto del KIT, el CIE recibe financiación económica del Ministerio Federal de Economía y Tecnología, así como del Fondo Social Europeo.

## Facultades
El KIT cuenta con once facultades:
1. Matemáticas
2. Física
3. Química y Biología
4. Humanidades y Ciencias Sociales
5. Arquitectura
6. Ingeniería Civil, Geología y Ciencias Ecológicas
7. Ingeniería Mecánica
8. Ingeniería Química
9. Ingeniería Eléctrica y Tecnología de la Información
10. Informática
11. Economía y Administración y Dirección de Empresas

## Personajes destacados y contribuciones

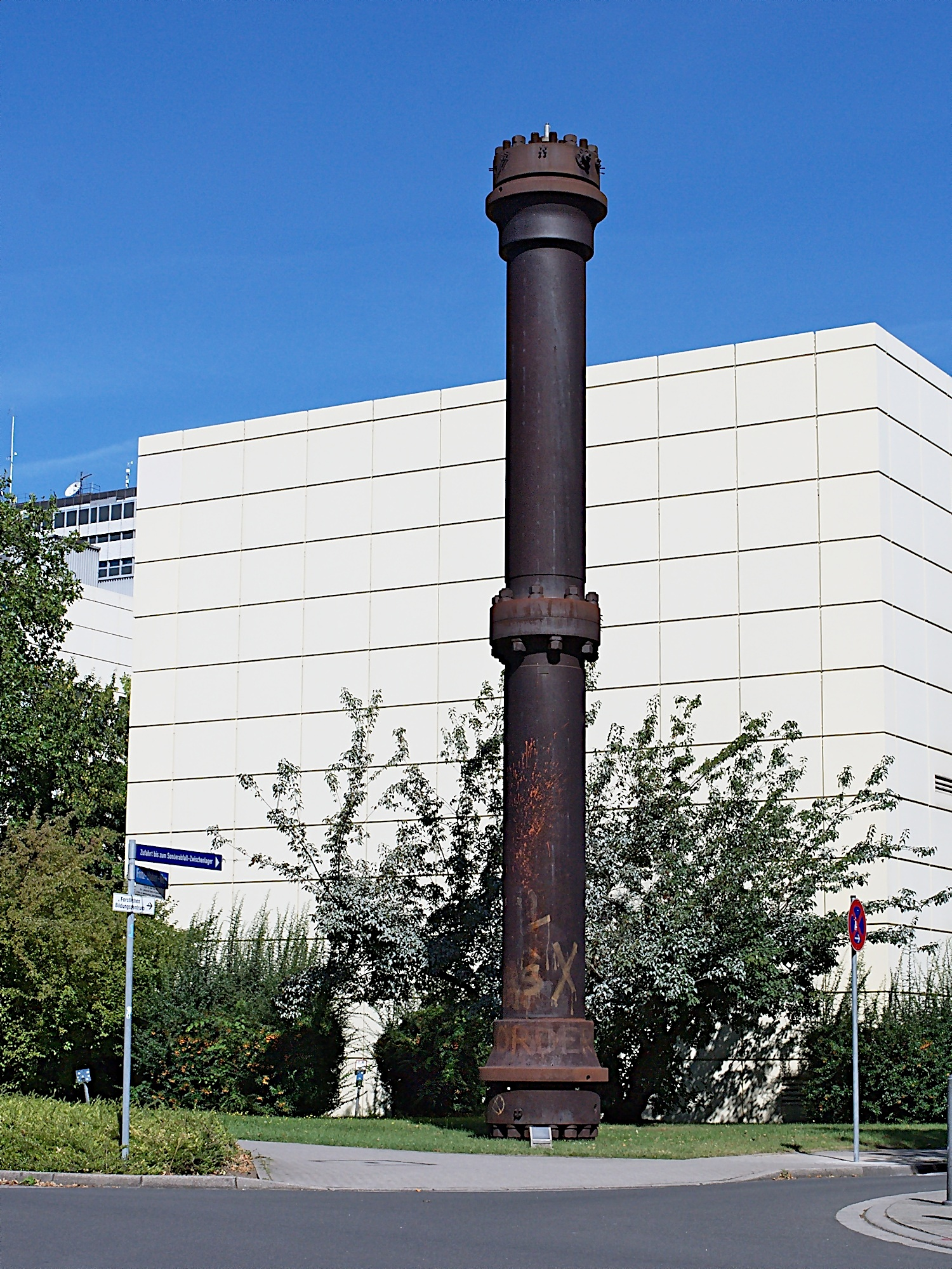
Reactor de alta presión para la producción de amoníaco mediante el proceso Haber. Se trata de una pieza de 1921 que se encuentra emplazada en el Campus Sur del KIT, junto a la facultad de química.

- Karl Benz (1844–1929), inventor del automóvil, se graduó en esta universidad y recibió un doctorado honorífico en 1914.
- Karl Ferdinand Braun (1850–1918), inventor del tubo de rayos catódicos en 1897, fundamental para el posterior desarrollo de los televisores y ganador del Premio Nobel de Física en 1909.
- Wolfgang Gaede (1878–1945), impulsor de la tecnología de vacío.
- Fritz Haber (1868–1934), químico que desarrolló el proceso de síntesis de amoníaco que lleva su nombre en 1909 y recibió el Premio Nobel de Química en 1918.
- Heinrich Rudolf Hertz (1857–1894), descubridor de las ondas electromagnéticas en 1887 (la unidad de frecuencia del SI se denomina hercio en su honor).
- Otto Lehmann (1855–1922), pionero de la investigación de los cristales líquidos.
- Wilhelm Nusselt (1882–1957), desarrollador de la termodinámica técnica.
- Ferdinand Redtenbacher (1809–1863), impulsor de la ingeniería mecánica en Alemania.
- Franz Grashof (1826–1893), realizó importantes contribuciones al estudio de la convección. El número de Grashof recibe este nombre en su honor.
- Roland Scholl (1865–1945), descubridor del coroneno e importante químico orgánico.
- Hermann Staudinger (1881–1965), ganador del Premio Nobel de química en 1953 por sus descubrimientos en el campo de la química de macromoléculas.
- Wilhelm Steinkopf (1879–1949), codesarrollador de un método para la producción en masa de gas mostaza durante la I Guerra Mundial.
- Edward Teller (1908–2003), conocido por ser el creador de la bomba de hidrógeno.
- Karl Heun (1859–1929), matemático que contribuyó al estudio de la integración numérica y a la resolución de ecuaciones diferenciales. Desarrolló el método de Heun..
- Leopold Ružicka (1887 –1976), ganador del Premio Nobel de química en 1939.
- Georg von Hevesy (1886 –1966), ganador del Premio Nobel de química en 1943 por su papel fundamental en el desarrollo de trazadores radiactivos para estudiar procesos químicos, tales como el metabolismo de los animales.

### Estudiantes notables
| Departamento                 | Nombres                                                                                    |
| ---------------------------- | ------------------------------------------------------------------------------------------ |
| Arquitectura                 | Hans Kollhoff, Oswald Mathias Ungers, Albert Speer, Ivan Vasilyov, Leopoldo Rother         |
| Ingeniería Civil y Geología  | Robert Gerwig, Dieter Ludwig                                                               |
| Informática                  | Peter Sanders, Jörn Müller-Quade, Karl Steinbuch                                           |
| Lengua alemana               | Herbert Wetterauer                                                                         |
| Ingeniería Mecánica          | Karl Benz, Emil Škoda, Bernhard Howaldt, Franz Reuleaux, August Thyssen, Roland Mack       |
| Matemáticas                  | Fritz Noether                                                                              |
| Física                       | Johann Jakob Balmer, Fritz-Rudolf Güntsch, Edward Teller, Klaus Tschira, Bernd Schmidbauer |
| Ingeniería Químcia           | Wilhelm Steinkopf                                                                          |
| Ingeniería Eléctrica         | Rolf Wideröe, Dieter Zetsche                                                               |
| Tecnología de la Información | Bhabapriya Mishra, Hasso Plattner, Dietmar Hopp                                            |
| Ingeniería Industrial        | Franz Fehrenbach, Stefan Quandt, Michael Rogowski, Carsten Spohr                           |

## Presidentes
- 1968 – 1983 Profesor Dr. Ing. h. c. Heinz Draheim
- 1983 – 1994 Profesor Dr. h.c. Heinz Kunle
- 1994 – 2002 Profesor Dr.-Ing. Dr.-Ing. E.h. Dr.h.c.mult. Sigmar Wittig
- 2002 – 2009 Profesor Dr. sc. tech. Horst Hippler
- 2009 – 2012: Profesor Dr. sc. tech. Horst Hippler y profesor Dr.rer.nat. Eberhard Umbach
- 2012 – 2013: Profesor Dr.rer.nat. Eberhard Umbach
- Desde el 1 de octubr de 2013:[30] Profesor Dr.-Ing. Holger Hanselka